# Dedication (album Bay City Rollers)
Dedication è il quarto album in studio del gruppo musicale scozzese Bay City Rollers, pubblicato nel 1976.

## Tracce
Side 1
1. Let's Pretend (Eric Carmen)
2. You're a Woman (Eric Faulkner, Stuart Wood)
3. Rock 'N Roller (Faulkner, Wood)
4. Don't Worry Baby (Brian Wilson, Roger Christian)
5. Yesterday's Hero (Harry Vanda, George Young)

Side 2
1. My Lisa  (Tony Sciuto, Sammy Egorin)
2. Money Honey (Faulkner, Wood)
3. Rock 'N Roll Love Letter (Tim Moore)
4. Write a Letter (Wood, Les McKeown, Ian Mitchell)
5. Dedication (Guy Fletcher, Doug Flett)

## Formazione
- Les McKeown – voce
- Eric Faulkner – chitarre, voce
- Stuart "Woody" Wood – basso, voce
- Ian Mitchell – chitarra, voce